# Пизма (озеро)
Пизма — озеро на территории Ледмозерского сельского поселения Муезерского района Республики Карелия.

## Общие сведения
Площадь озера — 2,3 км², площадь бассейна — 83 км². Располагается на высоте 136,1 метров над уровнем моря.
Форма озера продолговатая, вытянутая с северо-запада на юго-восток. Берега сильно изрезанные, с множеством заливов и полуостровов, каменисто-песчаные, большей частью болотистые.

С юго-запада в озеро впадает ручей, вытекающий из озера Вирмани. В юго-восточную оконечность впадает одноимённая река. На северо-западе Пизма соединена короткой протокой с озером Мергубское, воды которого через Челгозеро попадают в реку Чирко-Кемь.
В озере не менее пяти небольших безымянных островов, сосредоточенных в северо-западной части водоёма.
Населённые пункты близ озера отсутствуют. Ближайший — посёлок Тикша — расположен в 7 км к западу от озера.
Неподалёку от южного берега озера проходит трасса А137 («Р-21 „Кола“ — Тикша — Ледмозеро — Костомукша — граница с Финляндской Республикой»),
Код водного объекта в государственном водном реестре — 02020000911102000005339.